# Fatal Bazooka
Fatal Bazooka är en fransk parodisk rapgrupp. Musikalisk ledare är komikern och underhållaren Michaël Youn.